# Callichroma auricomum
Callichroma auricomum is een keversoort uit de familie van de boktorren (Cerambycidae). De wetenschappelijke naam werd gepubliceerd in 1767 door Linnaeus.